# Siren (álbum)
Siren (en españolː Sirena) es el quinto álbum de estudio de la banda de rock inglesa Roxy Music, lanzado en octubre de 1975. Fue el tercer disco con el teclista Eddie Jobson, que había reemplazado a Brian Eno en la formación, y el último disco de la llamada época dorada de la banda. Contiene la cannción más exitosa de la banda Love is the Drug.
El disco fue ubicado en la posición No. 371 en la lista de los 500 mejores álbumes de todos los tiempos de la revista Rolling Stone. y también incluido en la lista de los 1001 Álbumes que hay que escuchar antes de morir, edición 2018.

## Antecedentes
La banda entró a los estudios Air en Londres a mediados de 1975.

## Contenido

### Portada
La foto de cubierta del álbum muestra a la entonces modelo estadounidense Jerry Hall, posando como sirena, con el pelo rojo y algas sobre él, flexionando sus brazos sobre piedras y con el cuerpo acostado en la misma superficie. El color predominante es el azul cyan, que es más opaco porque se da la sensación de que se tomó bajo la luz del amanecer marino. 
Aparece el nombre del grupo en letras doradas en la parte superior derecha, estando la Y de Roxy escrita como tridente.
Supuso la última portada con una modelo en el plano central en la discografía de la banda.

## Lanzamiento y recepción
El primer sencillo del álbum fue el exitoso tema Love is the Drug, que fue lanzado en septiembre de 1975, y cuyo éxito le permitió al álbum debutar en el puesto 4 en las listas británicas. Sin embargo, Love is the Drug no llegó al primer lugar por el éxito que tuvo la reedición del sencillo Space Oddity de Bowie.
Stephen Thomas Erlewine de AllMusic lo consideró el salto de Roxy Music de la música glam a un estilo más elegante y refinado, más parecido al personaje de Bryan Ferry, el seductor. Además destacó los temas "Sentimental Fool", "Both Ends Burning" y "Just Another High", dándole al disco una calificación perfecta.

## Legado
Siren supuso una importante influencia para los álbumes Station to Station de David Bowie y el ex Roxy Music Brian Eno, Gentlemen Take Polaroids de Japan, y el homónimo de Duran Duran.

## Lista de canciones

### Lado Uno
1. "Love Is the Drug" - 4:11
2. "End of the Line" - 5:14
3. "Sentimental Fool" - 6:14
4. "Whirlwind" - 3:38

### Lado Dos
1. "She Sells" - 3:39
2. "Could It Happen to Me?" - 3:36
3. "Both Ends Burning" - 5:16
4. "Nightingale" - 4:11
5. "Just Another High" - 6:31

## Créditos
- Bryan Ferry – voz, teclados, armónica
- John Gustafson – bajo
- Eddie Jobson – teclados, violín
- Andy Mackay – oboe, saxofón
- Phil Manzanera – guitarra
- Paul Thompson – batería

## Listas de éxitos

### Sencillos
| Año  | Sencillo            | Lista                 | Posición |
| ---- | ------------------- | --------------------- | -------- |
| 1975 | "Love Is the Drug"  | UK Singles Chart      | 2        |
| 1975 | "Both Ends Burning" | UK Singles Chart      | 25       |
| 1976 | "Love Is the Drug"  | Billboard Pop Singles | 30       |